# زینو فرانسسکاتی
زینو فرانسسکاتی (فرانسوی: Zino Francescatti‎؛ ۹ اوت ۱۹۰۲–۱۷ سپتامبر ۱۹۹۱) یک نوازندهٔ برجستهٔ ویولن اهل فرانسه بود. او به مدت سه دهه پس از ۱۹۴۵، با زندگی در ایالات متحده و فرانسه، دوران حرفه‌ای بین‌المللی فوق‌العاده چشمگیری داشت.
زینو فراگیری ویولن را از سن ۳ سالگی آغاز کرد و در سن ۵ سالگی، می‌توانست به‌خوبی ویولن بنوازد. وی نخستین اجرای رسمی و حرفه‌ای خود را در سن ۱۰ سالگی ارائه داد که طی آن، «کنسرتوی ویولن» لودویگ فان بتهوون را اجرا کرد. زینو در سال ۱۹۲۷ به «دانشکده موسیقی پاریس» رفت و تحصیلاتش را در آنجا ادامه داد.
وی نوازنده‌ای مستعد با قابلیت‌های تکنیکی بالا بود و برخی اجراهایش همچون «کنسرتو ویلن در می مینور» (فلیکس مندلسون)، «کنسرتوی ویولن شماره ۳» (کامی سن-سانس) و «کنسرتوی ویلن شماره ۱» (ماکس بروخ) تا به امروز مورد تحسین است.